# La Victoria Uno
La Victoria Uno är en ort i Mexiko.   Den ligger i kommunen Sayula de Alemán och delstaten Veracruz, i den sydöstra delen av landet, 500 km öster om huvudstaden Mexico City. La Victoria Uno ligger 49 meter över havet och antalet invånare är 466.
Terrängen runt La Victoria Uno är huvudsakligen platt. La Victoria Uno ligger uppe på en höjd. Runt La Victoria Uno är det ganska glesbefolkat, med 29 invånare per kvadratkilometer. Närmaste större samhälle är Venustiano Carranza, 7,4 km öster om La Victoria Uno. Trakten runt La Victoria Uno består till största delen av jordbruksmark.